# Estación de La Serna-Fuenlabrada
La Serna, denominada La Serna - Fuenlabrada por parte de Adif, es un apeadero ferroviario situado en el barrio homónimo del municipio español de Fuenlabrada, en la Comunidad de Madrid. Las instalaciones forman parte de la red de Cercanías Madrid.

## Situación ferroviaria
El apeadero se encuentra situado en el punto kilométrico 17,2 de la línea férrea de ancho ibérico Madrid-Valencia de Alcántara, entre las estaciones de Parque Polvoranca y Fuenlabrada. Este kilometraje se corresponde con el trazado histórico entre Madrid y la frontera portuguesa por Talavera de la Reina y Cáceres.  El tramo es de vía doble y está electrificado.

## Historia
La estación fue puesta en servicio el 27 de abril de 1983 con el nombre de Fuenlabrada Apeadero, en un contexto en que las poblaciones situadas al sur de Madrid experimentaban una importante expansión demográfica. Al poco tiempo de su apertura, la estación fue renombrada con la denominación actual. Las obras corrieron a cargo del ente RENFE. A diferencia de otras estaciones de la línea a la que pertenece, las instalaciones de La Serna estaban concebidas como un apeadero para los servicios de Cercanías.
En la década de los 90, la estación fue reformada, ampliando las instalaciones del apeadero.
Desde el 1 de enero de 2005, tras la extinción de la antigua RENFE, las instalaciones pertenecen al ente Adif.

## Líneas y conexiones

### Cercanías
| procedencia/destino   | < estación  | Línea | estación >        | destino/procedencia |
| --------------------- | ----------- | ----- | ----------------- | ------------------- |
| Humanes / Fuenlabrada | Fuenlabrada |       | Parque Polvoranca | Móstoles-El Soto    |

En el mejor de los casos el trayecto entre La Serna y Madrid-Atocha se cubre en 23 minutos.

### Autobuses
| Diurnos |                |                               |                 |
| Línea   | Destino        | Parada                        | Operador        |
| 2       | Circular Verde | 07753 Barcelona-Est. La Serna | EMT Fuenlabrada |
| 3       | Circular Roja  | 12790 Barcelona-Est. La Serna | EMT Fuenlabrada |